# Edmond Guyot-Dessaigne
Pour les articles homonymes, voir Guyot et Dessaigne.
Edmond Guyot-Dessaigne est un avocat et homme politique français, né à Brioude (Haute-Loire) le 26 décembre 1833 et mort à Paris le 31 décembre 1907.

## Biographie
Docteur en droit, il est maire de Cunlhat (Puy-de-Dôme) de 1881 au 31 décembre 1907 (date de sa mort), conseiller général et président du conseil général à compter de 1901. Député Gauche radicale du Puy-de-Dôme, il occupera divers postes ministériels, notamment celui de Garde des Sceaux en 1906 et 1907. Auteur d'un projet de loi portant abolition de la peine de mort, il a voté la loi de séparation des églises et de l'État en 1905, et il est l'auteur de la loi du 7 janvier 1906 sur la condition d'exercice des cultes.
Il est inhumé au cimetière des Carmes de Clermont-Ferrand (allée 12, no 30).

## Postes ministériels
- Ministre de la Justice et des Cultes du 5 au 14 février 1889 dans le gouvernement Charles Floquet
- Ministre des Travaux publics du 1er novembre 1895 au 29 avril 1896 dans le gouvernement Léon Bourgeois
- Ministre de la Justice du 25 octobre 1906 au 31 décembre 1907 dans le gouvernement Georges Clemenceau (1)

## Sources
- « Edmond Guyot-Dessaigne », dans Adolphe Robert et Gaston Cougny, Dictionnaire des parlementaires français, Edgar Bourloton, 1889-1891 [détail de l’édition]
- « Edmond Guyot-Dessaigne », dans le Dictionnaire des parlementaires français (1889-1940), sous la direction de Jean Jolly, PUF, 1960 [détail de l’édition]